# 水のないプール
『水のないプール』（みずのないプール、英題：A POOL WITHOUT WATER）は1982年2月20日に公開された、若松孝二監督、内田裕也主演による日本映画である。　
窓の隙間からクロロホルムを注入して部屋の中の女性を眠らせた後、侵入して性的暴行を働く男が主人公である。1980年に宮城県仙台市で実際に発生して世間を震撼させた、同様の手口による性犯罪（仙台クロロホルム連続暴行魔事件）に着想を得ている。

## ストーリー
主人公の男は、地下鉄で切符をひたすら切り続ける駅員だったが、毎日の喧噪で単調な作業を繰り返す仕事に、いつしか無気力になっていた。ある日の帰り道、公園のトイレで暴漢に襲われていた女・じゅんを助けて彼女の家まで送ってから数日後、男は立ち寄った居酒屋で小競り合いに巻き込まれて右手を怪我し、駅前の噴水で手を洗っている時、謎の少女・みくに出会う。みくは水のないプールに男を連れて行き全裸になるが、男はみくを無視してじゅんの部屋へ侵入する。じゅんはみくと同じ部屋に暮らしており、「みくが帰ってきた」と誤解したじゅんに気付かれて未遂に終わった男は、「戸締まりをちゃんとするように」と言い残して部屋を出ていく。夏休みの熱いある日、男はとある出来事をきっかけに、女をクロロホルムで眠らせたうえで侵入して犯すことを思いつく。そして男は、かねてより目をつけていた喫茶店の店員・ねりかに狙いを定めた。

## 出演者
男
演 - 内田裕也
本作の主人公である駅員。おとなしく口下手で、常に不平不満を腹の底にためている。子供の頃に切符切りを夢見て駅員になったが、最近は人生に対してやけになっている。暴漢に飛びかかって女性を助けたり、自分を悪く言った上司に暴言を吐くなど一見無鉄砲と思える言動も、このことが原因となっている。人生の展望が見えない中、とある出来事をきっかけに女をクロロホルムで眠らせたうえで侵入して犯すことを思いつき、ひとたび成功した後は生き生きとなって再犯を働くようになる。薬局でクロロホルムを購入する際には、学校教師の「山下」を名乗っている。
ねりか
演 - 中村れい子
本作のヒロイン。喫茶店フルーツパーラの店員。男に目をつけられ、住居侵入・強姦の被害者となる。男はやがて警察に逮捕されるが、告訴を取り下げる。河合とつきあっていた。
みく
演 - 浅岡朱美
本作のもう1人のヒロインというべき存在。男を水のない公園へと誘う。常にシャボン玉を吹いている。
じゅん
演 - MIE
暴漢に襲われそうになっていたところを、男に助けられる。彼女を助けたことが、男を犯罪に走らせることとなった。
澄江
演 - 藤田弓子
男の妻。2人の子供（演 - 大小原繁、上田絵美）がいる。
薬局店主
演 - 殿山泰司
男がクロロホルムを購入した薬局の店主。
やくざ
演 - 沢田研二
居酒屋で男と小競り合いを起こしたやくざ。
子分
演 - 安岡力也
やくざの子分。
刑事
演 - 常田富士男
住居侵入・強姦事件を担当し、男を逮捕した刑事。
社長
演 - 原田芳雄
男が転職を考えていた会社の社長。
巡査部長
演 - 赤塚不二夫
ねりかの彼氏の上司
カメラ店主
演 - タモリ
男が犯行の様子を写真に収めるため、カメラを購入した店の店主。
河合巡査
演 - 飯島大介
ねりかの彼氏。映画館のトイレで男に暴行を受け、以来ねりかを避けるようになる。

## スタッフ
- 監督：若松孝二
- 脚本：内田栄一
- 音楽：大野克夫
- 撮影：袴一喜
- 美術：細石照美
- 編集：中島照雄
- 照明：磯貝一
- 録音：杉崎喬
- メーク：小沼みどり
- 小道具：部谷京子
- 効果：秋山実
- 監督助手：成田裕介、福岡芳穂、東山通
- 製作主任：磯村一路
- 現像：東映化学
- 製作者：若松孝二、浅岡弘行、清水一夫
- 製作：東映セントラルフィルム

## 製作

### 企画
内田裕也が、1978年に船橋ヘルスセンターでコンサートをした際、マンモスプールに家族連れが平和そのもので遊び、ステージの自分は全く無視された。このとき「あのプールの水がなくなったらどうなるんだろう」と、先に『水のないプール』というタイトルを思い付いた。このタイトルから現実に世間を騒がせたクロロホルムを使用した性犯罪にヒントを得て企画した。当時、何10億円もかけたエンターテインメント大作が大ヒットする一方、『泥の河』や『遠雷』など、低予算で製作した映画がヒットしていたこともあり、内田としては「日本映画のこのいい流れの芽が潰れなければいいが」という思いもあり、映画製作を決意した。監督も内田が1979年の『餌食』で組んだ若松孝二に依頼した。

### 脚本
実際の事件はヒントにしただけで、ドキュメンタリーではない商業映画のため、実際の事件と映画内容の照合は意味がないが、事件ではクロロホルムを鍵穴から注入したが、映画では開いた窓から注入に変更したり、実際の事件では犯人は逮捕されたが、映画では被害者の女性によって告訴は取り下げられる、等の違いがある。

### 撮影
製作費約3,500万円。うち、1,000万円の捻出に内田がレコード会社に保証人になってもらい借金した。ロックミュージシャンは信用がなく、保証人をつけないと金を貸してもらえず。内田は生まれて初めて銀行に行った。また「ケガしたとき医者代は高いよ」とアドバイスを受けたことから、初めて区役所に行って国民健康保険に入った。配給会社は決まらず、劇場公開がなるのか、分からない状況で、撮影を始めた。お金がないため、キャスト・スタッフは朝昼晩の3食とも、当時出始めのほっかほっか弁当で、若松監督が「たまには違うものを食わせろ！」と怒った。また登場人物の描き方を巡り、内田と若松が度々ケンカした。
営団地下鉄が撮影に協力している（主人公が勤めているのは営団地下鉄東西線の某駅という設定）。

## エピソード
本来、ねりか役は高畑淳子が演じることになっていたが、高畑が全裸になることを拒んだため、中村れい子が代役を務めることになった。内田裕也はこのことを生涯許さず、「会ったら蹴っ飛ばしてやりたい」と胸中を語っていた。

## 興行
東映セントラルフィルムの配給で、1982年2月20日から新宿東映ホール1で先行ロードショー。引き続きTCCチェーン（東映シネマサーキット）で1982年3月13日公開。 

## 映像ソフト・配信
2001年に発売されたDVDは長い間廃盤状態だったため高額で取引されていたが、2018年3月「幻の映画復刻レーベルDIG」より再DVD化された。以降はアマゾンプライムでも観れるようになった。
| 発売日         | レーベル                                 | 規格 | 規格品番  | 備考                            |
| -------------- | ---------------------------------------- | ---- | --------- | ------------------------------- |
|                | ポニー                                   | VHS  | VAF-3043  |                                 |
| 2001年12月21日 | パイオニアLDC                            | DVD  | PIBD-1033 | 「水のないプール デラックス版」 |
| 2018年3月2日   | コロムビアミュージックエンタテインメント | DVD  | DIGS-1050 | セル専用                        |
| 2018年3月2日   | コロムビアミュージックエンタテインメント | DVD  | DIGR-1050 | レンタル専用                    |